# Сичов Олександр Михайлович (хокеїст на траві)
Сичов Олександр Михайлович (30 жовтня 1959) — російський хокеїст на траві.
Бронзовий призер Олімпійських Ігор 1980 року.